# (24939) Chiminello
(24939) Chiminello ist ein Asteroid des Hauptgürtels. Er wurde am 1. Mai 1997 am Observatorium San Vittore (IAU-Code 552) in Bologna entdeckt.
Der Asteroid ist nach dem italienischen Astronomen Vincenzo Chiminello (1741–1815) benannt, der an der Sternwarte Padua tätig war.